# Sul Minerva
Sulis var en läkekonstens och fruktbarhetens gudinna i keltisk mytologi.
Hon är främst känd som skyddsgudinna för källorna i Bath i England, där hon under romersk tid hade ett tempel under namnet Sul Minerva. 